# Menecina selenisoides
Menecina selenisoides là một loài bướm đêm trong họ Noctuidae.